# Idrisse Mussagy
Idrisse Issufo Mussagy (* 14. November 1984) ist ein mosambikanischer Badmintonspieler.

## Karriere
Idrisse Mussagy nahm 2002 im Herreneinzel und im Herrendoppel an den Commonwealth Games teil. Im Einzel schied er dabei in der ersten Runde aus und wurde 65. in der Endabrechnung. Im Doppel machte er es gemeinsam mit Ibraimo Mussagy besser und belegte Rang 17. 1998 nahm er an den Afrikameisterschaften teil.

## Referenzen
- Idrisse Mussagy beim Badminton-Weltverband

| Personendaten    | Personendaten                     |
| ---------------- | --------------------------------- |
| NAME             | Mussagy, Idrisse                  |
| ALTERNATIVNAMEN  | Mussagy, Idresse Issufo           |
| KURZBESCHREIBUNG | mosambikanischer Badmintonspieler |
| GEBURTSDATUM     | 14. November 1984                 |